# Serum-Response-Faktor
Der Serum-Response-Faktor (SRF) ist ein Protein, das in Wirbeltieren genregulatorisch wirksam ist, das heißt Gene an- oder abschaltet. Über Signalkaskaden wird SRF induziert, woraufhin dieses dann die Genexpression seiner Zielgene beeinflusst. Zu den Zielgenen gehören vor allem sogenannte Immediate Early Genes (IEGs), die durch SRF sehr schnell exprimiert werden, aber auch zum Beispiel Actin, ein Bestandteil des Cytoskeletts.
Dabei bindet SRF die DNA als Homodimer an eine CArG-Box der regulatorischen Region des Zielgens.
Auch kann SRF Gene zusammen mit Ternärkomplexbildnern (zum Beispiel Elk-1) regulieren.